# Momoland

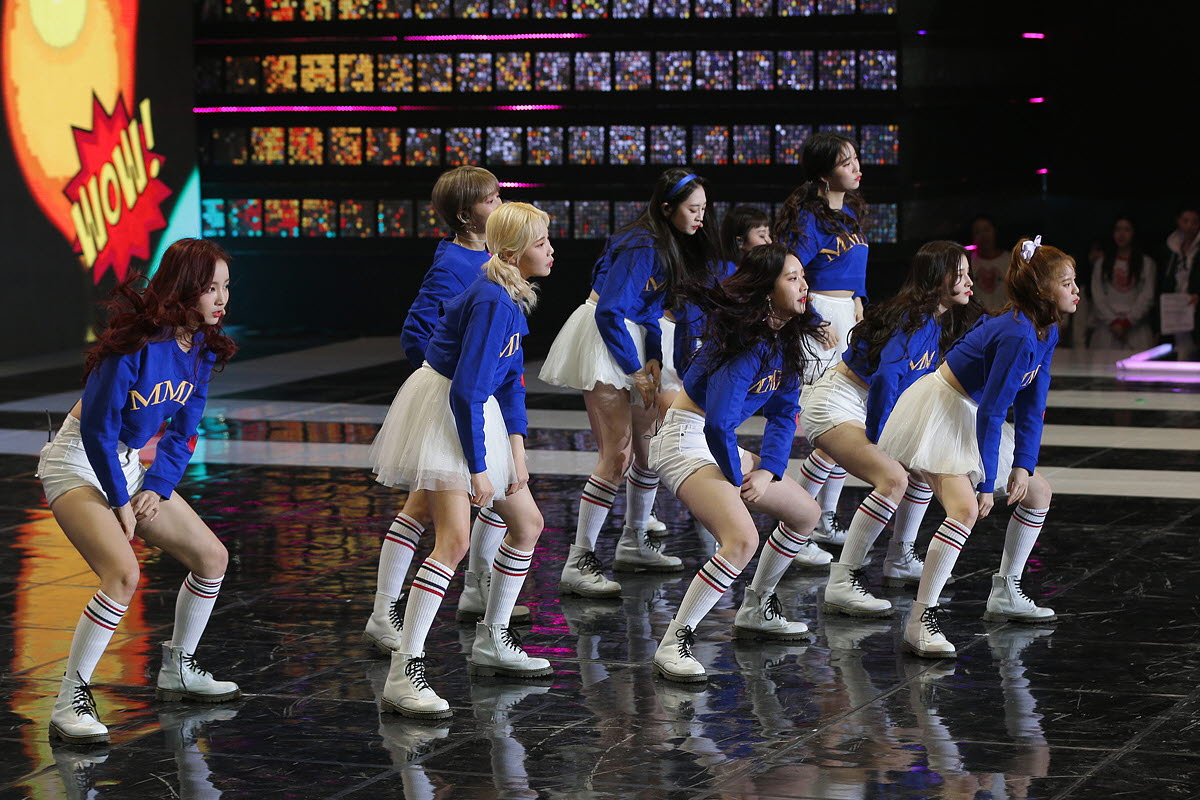
Momoland na abertura dos Jogos Olímpicos de Inverno de PyeongChang 2018

MOMOLAND (hangul: 모모랜드; rr: momolaendeu, estilizado em letras maiúsculas) é um grupo feminino sul-coreano formado pela MLD Entertainment (en) (anteriormente conhecida como Duble Kick Company) através do reality show de 2016, Finding Momoland. As vencedoras do programa, Hyebin, Yeonwoo, Jane, Nayun, JooE, Ahin e Nancy, foram as integrantes originais. O mini-álbum de estreia do grupo, Welcome to Momoland, foi lançado em 10 de novembro de 2016. Em 2017, o MOMOLAND se tornou um grupo de nove membros com a entrada de Daisy e Taeha. Em 2019, Taeha e Yeonwoo deixaram o grupo, enquanto Daisy saiu em 2020. O grupo foi oficialmente dissolvido em 14 de fevereiro de 2023.
Em 10 de abril de 2025, as seis integrantes do grupo assinaram contratos exclusivos com a Inyeon Entertainment e decidiram continuar as atividades em equipe. Em 8 de maio de 2025, a Inyeon Entertainment anunciou oficialmente a assinatura de um contrato exclusivo com as membras Hyebin, Jane, Nayun, JooE, Ahin e Nancy, que se juntaram às atividades do grupo.

## Integrantes
- Hyebin (hangul: 혜빈), nascida Lee Hyebin (hangul: 이혜빈) em 12 de janeiro de 1996 (29 anos) em Yongin, Coreia do Sul. É a líder, rapper líder, sub-vocalista.
- Jane (hangul: 제인), nascida Sung Jiyeon (hangul: 성지연) em 20 de dezembro de 1997 (27 anos) em Seul, Coreia do Sul. Dançarina principal, vocalista principal e sub-rapper.
- Nayun (hangul: 나윤), nascida Kim Nayun (hangul: 김나윤) em 31 de julho de 1998 (26 anos) em Seul, Coreia do Sul. Sub-vocalista, sub-rapper.
- JooE (hangul: 주이), nascida Lee Joowon (hangul: 이주원) em 18 de agosto de 1999 (25 anos) em Bucheon, Coreia do Sul. Posições: rapper principal, vocalista líder, dançarina líder, center, Face Of The Group.
- Ahin (hangul: 아인), nascida Lee Ahin (hangul: 이아인) em 27 de setembro de 1999 (25 anos) em Ulsan, Coreia do Sul. Vocalista principal.
- Nancy (hangul: 낸시), nascida Nancy Jewel McDonie (hangul: 낸시맥도니) em 13 de abril de 2000 (25 anos) em Daegu, Coreia do Sul. Seu nome coreano é Lee Geuroo (hangul: 이그루). Dançarina líder, vocalista líder, visual, center, maknae.

## Ex-integrantes
- YeonWoo (hangul: 연우), nascida Lee Dabin (hangul: 이다빈) em 1 de agosto de 1996 (28 anos) em Seul, Coreia do Sul. Rapper principal, sub-vocalista, visual, Face Of The Group.
- Taeha (hangul: 태하), nascida Kim Taeha (hangul: 김태하) em 3 de junho de 1998 (27 anos) em Jeonju, Jeolla do Norte, Coreia do Sul. Era a vocalista principal.
- Daisy (hangul: 데이지), nascida Yoo Jung Ahn (hangul: 유정안) em 22 de janeiro de 1999 (26 anos) em Seul, Coreia do Sul. Dançarina principal, rapper principal e sub-vocalista.

## Discografia

### Álbuns

#### Álbuns de estúdio
| Título      | Detalhes do álbum                                                                               | Melhores posições nas paradas | Vendas    |
| Título      | Detalhes do álbum                                                                               | JPN                           | Vendas    |
| ----------- | ----------------------------------------------------------------------------------------------- | ----------------------------- | --------- |
| Chiri Chiri | - Lançamento: 4 de setembro de 2019 - Gravadoras: King Records - Formatos: CD, download digital | 30                            | - : 1,669 |

#### Compilações
| Título                            | Detalhes do álbum                                                                                           | Melhores posições nas paradas | Vendas    |
| Título                            | Detalhes do álbum                                                                                           | JPN                           | Vendas    |
| --------------------------------- | --- | ----------------------------- | --------- |
| Momoland The Best ～Korean Ver.～ | - Lançamento: 28 de fevereiro de 2018 - Gravadoras: Akatsuki, King Records - Formatos: CD, download digital | 26                            | - : 3,568 |

#### Extended plays(EP)
| Título              | Detalhes do álbum | Melhores posições nas paradas | Vendas     |
| Título              | Detalhes do álbum | KOR                           | Vendas     |
| ------------------- | --- | ----------------------------- | ---------- |
| Welcome To Momoland | - Lançamento: 10 de novembro de 2016 - Gravadoras: MLD Entertainment e LOEN Entertainment - Formatos: CD e download digital | 28                            | - : 1,915  |
| Freeze!             | - Lançamento: 22 de agosto de 2017 - Gravadoras: MLD Entertainment e LOEN Entertainment - Formatos: CD e download digital   | 17                            | - : 3,664  |
| Great!              | - Lançamento: 3 de Janeiro de 2018 - Gravadoras: MLD Entertainment, LOEN Entertainment - Formatos: CD e download digital    | 3                             | - : 23,254 |
| Fun to the World    | - Lançamento: 26 de junho de 2018 - Gravadoras: MLD Entertainment, Kakao M - Formatos: CD, digital download                 | 6                             | - : 14,498 |
| Show Me             | - Lançamento: 8 de maio de 2019 - Gravadoras: MLD Entertainment, Kakao M - Formatos: CD, digital download                   | 7                             | - : 10,056 |

#### Singleálbuns
| Título    | Detalhes do álbum                                                                                              | Melhores posições nas paradas | Vendas    |
| Título    | Detalhes do álbum                                                                                              | KOR                           | Vendas    |
| --------- | --- | ----------------------------- | --------- |
| Thumbs Up | - Lançamento: 30 de dezembro de 2019 - Gravadoras: MLD Entertainment, Kakao M - Formatos: CD, digital download | 4                             | - : 5,688 |

### Singles
| Título                                                                                   | Ano  | Melhores posições nas paradas | Melhores posições nas paradas | Melhores posições nas paradas | Melhores posições nas paradas | Vendas                            | Certificações | Álbum               |
| Título                                                                                   | Ano  | KOR                           | KOR Hot 100                   | JPN                           | US World                      | Vendas                            | Certificações | Álbum               |
| ---------------------------------------------------------------------------------------- | ---- | ----------------------------- | ----------------------------- | ----------------------------- | ----------------------------- | --------------------------------- | ------------- | ------------------- |
| "JJan! Koong! Kwang!" (짠쿵쾅)                                                           | 2016 | —                             | —                             | —                             | —                             | —                                 | —             | Welcome to Momoland |
| "Wonderful Love" (어마어마해)                                                            | 2017 | —                             | —                             | —                             | —                             | —                                 | —             | Sem álbum           |
| "Freeze" (꼼짝마)                                                                        | 2017 | —                             | —                             | —                             | —                             | —                                 | —             | Freeze!             |
| "Bboom Bboom" (뿜뿜)                                                                     | 2018 | 2                             | 2                             | 4                             | 4                             | - : 2,500,000 - : 24,157 (Física) | - : Platina   | Great!              |
| "BAAM"                                                                                   | 2018 | 13                            | 9                             | 8                             | 5                             | - : 13,513 (Física)               | —             | Fun to The World    |
| "I'm So Hot"                                                                             | 2019 | 81                            | 36                            | 8                             | 13                            | - : 10,312 (Física)               | —             | Show Me             |
| "Pinky Love"                                                                             | 2019 | —                             | —                             | —                             | —                             | —                                 | —             | Chiri Chiri         |
| "Thumbs Up"                                                                              | 2019 | 137                           | 83                            | —                             | 13                            | —                                 | —             | Thumbs Up           |
| "—" indica lançamentos que não figuraram nas paradas ou não foram lançados nessa região. |      |                               |                               |                               |                               |                                   |               |                     |

## Prêmios e indicações

### Asia Model Awards
O Asia Model Awards é o maior festival de modelo da Ásia, onde não só os principais modelos de 15 países asiáticos, mas também as estrelas e celebridades asiáticas se juntam para celebrar juntos, e o evento consiste em desfiles de moda famosos, um show de gala, performances de K-pop e shows de beleza.
| Ano  | Categoria           | Artista  | Resultado | Ref    |
| ---- | ------------------- | -------- | --------- | ------ |
| 2017 | Melhor Novo Artista | Momoland | Venceu    | [ 28 ] |

### Asia Artist Awards
| Ano  | Categoria         | Artista  | Resultado |
| ---- | ----------------- | -------- | --------- |
| 2017 | Rising Star Award | Momoland | Venceu    |

### Mnet Asian Music Awards
| Ano  | Categoria              | Artista  | Resultado |
| ---- | ---------------------- | -------- | --------- |
| 2017 | Best New Female Artist | Momoland | Indicado  |
| 2017 | Artist of the Year     | Momoland | Indicado  |

### Seoul Music Awards
| Ano  | Categoria            | Artista  | Resultado |
| ---- | -------------------- | -------- | --------- |
| 2018 | Bonsang Award        | Momoland | Indicado  |
| 2018 | Popularity Award     | Momoland | Indicado  |
| 2018 | Hallyu Special Award | Momoland | Indicado  |

### 25th Korean Culture Entertainment Awards
| Ano  | Categoria          | Artista  | Resultado |
| ---- | ------------------ | -------- | --------- |
| 2017 | K-Pop Artist Award | Momoland | Venceu    |

### 4th Korea-China Management Awards
| Ano  | Categoria                   | Resultado | Ref    |
| ---- | --------------------------- | --------- | ------ |
| 2017 | Estrela em ascensão da Ásia | Venceu    | [ 29 ] |

## Prêmios em programas

### Mnet'sM Countdown
| Ano  | Data            | Música        |
| ---- | --------------- | ------------- |
| 2018 | 11 de Janeiro   | "Bboom Bboom" |
| 2018 | 22 de Fevereiro | "Bboom Bboom" |
| 2020 | 9 de Janeiro    | "Thumbs Up"   |

### KBS'sMusic Bank
| Ano  | Data            | Música        |
| ---- | --------------- | ------------- |
| 2018 | 22 de Fevereiro | "Bboom Bboom" |

### SBS'sInkigayo
| Ano  | Data        | Música        |
| ---- | ----------- | ------------- |
| 2018 | 11 de Março | "Bboom Bboom" |
| 2018 | 08 de Abril | "Bboom Bboom" |

### SBS'sThe Show
| Ano  | Data            | Música        |
| ---- | --------------- | ------------- |
| 2018 | 06 de Fevereiro | "Bboom Bboom" |
| 2019 | 23 de Março     | "I'm So Hot"  |
| 2019 | 02 de Abril     | "I'm So Hot"  |

### MBC'sShow Champion
| Ano  | Data          | Música        |
| ---- | ------------- | ------------- |
| 2018 | 31 de Janeiro | "Bboom Bboom" |
| 2019 | 03 de Abril   | "I'm So Hot"  |